# Giorgio Carrara
Giorgio Emiliano Carrara (Las Breñas, 16 de fevereiro de 2001) é um automobilista argentino.

## Carreira

### Campeonato de Fórmula 3 da FIA
Em 2019, Carrara fez sua estreia no Campeonato de Fórmula 3 da FIA pela equipe Jenzer Motorsport na terceira etapa da competição, que foi realizada no Red Bull Ring. Após ficar de fora da quarta etapa, ele retornou a equipe para a disputa da quinta, sexta e sétima etapa, porém, Carrara foi substituído pelo piloto macaense Charles Leong a partir da oitava etapa. Carrara disputou o campeonato sob uma licença suíça.